# Giorgi Asanidze
Giorgi Asanidze (gruzínsky: გიორგი ასანიძე; * 30. srpna 1975 Sačchere) je bývalý gruzínský vzpěrač. Na olympijských hrách v Athénách získal zlatou medaili ve váhové kategorii do 85 kilogramů (tzv. lehkotěžká váha). Ve stejné kategorii vybojoval čtyři roky předtím, na hrách v Sydney, bronz. Na těchto hrách byl vlajkonošem gruzínské výpravy. Ve váze do 85 kg je též mistrem světa z roku 2001 a vicemistrem z roku 2002. Je rovněž trojnásobným mistrem Evropy (2000, 2001, 2002).
Vystudoval gruzínskou státní akademii tělesné výchovy a sportu a Státní univerzitu v Tbilisi. Po skončení závodní kariéry se věnoval politice, v roce 2004 byl zvolen do gruzínského parlamentu na kandidátce středopravé Sjednocené národní strany Michaila Saakašviliho, v roce 2008 byl znovuzvolen. V letech 2006–2007 byl členem parlamentní vyšetřovací komise zkoumající opatření přijatých orgány Ruské federace proti občanům Gruzie. V letech 2008–2012 byl předsedou parlamentního výboru pro sport a záležitosti mládeže. V roce 2013 se vrátil ke sportu a byl jmenován hlavním trenérem gruzínského národního vzpěračského týmu. Je držitelem vyznamenání Řád Vachtanga Gorgasaliho.